# Widdringtonia
Widdringtonia é um género de coníferas pertencente à família Cupressaceae que agrupa quatro espécies, todas nativas do sul da África, onde são conhecidas como cedros ou ciprestes africanos.

## Descrição
Este género contém grandes arbustos e árvores de folha perene, atingindo 5-20 m de altura (até 40 m em W. whytei). Os juvenis têm folhas em forma de agulha que estão dispostas em espiral. As folhas em forma de escama nos adultos estão dispostas em pares opostos decussados em quatro filas ao longo dos ramos.
São plantas dioicas. Os pequenos cones masculinos crescem nas extremidades dos ramos. As escamas não têm pedúnculos. Crescem num bico para cima, decrescente, com dois a seis sacos polínicos na base do cone.
Os cones femininos são pequenos e sem pedúnculos e crescem em estruturas semelhantes a espigas curtas nos ramos. As escamas crescem em duas filas opostas que se alargam na base durante a polinização. Depois fecham-se num cone coriáceo com cinco ou mais óvulos na base de cada escama. Os cones tornam-se lenhosos à medida que amadurecem.
Os cones, na sua maioria, permanecem fechados nas árvores durante muitos anos, abrindo apenas depois de serem queimados por um incêndio florestal; isto liberta então as sementes para crescerem no solo queimado recentemente limpo. Abrem-se em quatro válvulas muito grossas que correspondem às quatro escamas. Cada cone produz poucas sementes, aladas com testa dura e dois cotilédones.
Em W. whytei os cones abrem-se logo após a maturidade para libertar a semente sem fogo; esta espécie é mais sensível ao fogo e só cresce em situações mais húmidas onde está protegida do fogo. A mais bem adaptada ao fogo é a W. nodiflora, que tem a capacidade de rebrotar a partir das raízes, bem como por semente.

## Usos
A madeira é leve, macia e aromática. Pode ser facilmente fendida e resiste ao apodrecimento. É utilizada para o fabrico de mobiliário, revestimentos interiores e exteriores e postes de vedação.
A madeira de W. whytei era particularmente valiosa, uma vez que se encontrava disponível em grandes dimensões, mas esta espécie está atualmente em perigo de extinção e já não é cortada.

## Taxonomia e filogenia
O nome foi a forma encontrada pelo botânico austríaco Stephan Endlicher para homenagear um dos primeiros especialistas em florestas de coníferas de Espanha, o capitão Samuel Edward Widdrington (1787-1856).
Os parentes mais próximos de Widdringtonia são os géneros Callitris e Actinostrobus, da Austrália, que diferem pelo facto de os seus cones e folhas estarem em espirais de três, e não em pares opostos.
Uma espécie é comum na África Austral, enquanto as outras três têm uma distribuição restrita, ocorrendo frequentemente com ou perto da espécie comum. A distribuição natural das espécies é a seguinte:
| Imagem | Nome científico         | Distribuição |
| ------ | ----------------------- | --- |
|        | Widdringtonia nodiflora | Distribuída por uma vasta área, do sul do Malawi para sul até à província do Cabo Ocidental, África do Sul.          |
|        | Widdringtonia schwarzii | Endémica, Montanhas de Baviaanskloof e Kouga (a oeste de Port Elizabeth), Província do Cabo Oriental, África do Sul. |
|        | Widdringtonia wallichii | Endémico em Montanhas de Cederberg (a nordeste da Cidade do Cabo), Província do Cabo Ocidental, África do Sul.       |
|        | Widdringtonia whytei    | Endémica, Maciço de Mulanje, Malawi.                                                                                 |